# أنجيلوس
العائلة الأنجيلوسية (/ˈændʒəloʊs/; (باليونانية: Ἄγγελος)‏)، مؤنثة من  أنجلينا (ΆγγελίναΆγγελίνα)، جمع أنجلوسين (ἌγγελοιἌγγελοι). كانت عائلة أنجيلوس عائلة نبيلة من أصل يوناني بيزنطي (Byzantine Greeks) والتي كان منها ثلاثة حكام بيزنطيين حكموا ما بين 1185م و 1204م. في الفترة ما بين القرن الثالث عشر والقرن الرابع عشر، حكم فرع من العائلة إبيروس وثيساليا وثيسالونكي تحت اسم كومنينوس دوكاس.